# Sunipia
Sunipia é um género botânico pertencente à família das orquídeas (Orchidaceae).

## Espécies
1. Sunipia andersonii (King & Pantl.) P.F.Hunt, Kew Bull. 26: 183 (1971) [1]
2. Sunipia angustipetala Seidenf., Nat. Hist. Bull. Siam Soc. 28: 7 (1980) [2]
3. Sunipia annamensis (Ridl.) P.F.Hunt, Kew Bull. 26: 183 (1971) [3]
4. Sunipia australis (Seidenf.) P.F.Hunt, Kew Bull. 26: 183 (1971) [4]
5. Sunipia bicolor Lindl., Gen. Sp. Orchid. Pl.: 179 (1833) [5]
6. Sunipia candida (Lindl.) P.F.Hunt, Kew Bull. 26: 183 (1971)[6]
7. Sunipia cirrhata (Lindl.) P.F.Hunt, Kew Bull. 26: 184 (1971)[7]
8. Sunipia cumberlegei (Seidenf.) P.F.Hunt, Kew Bull. 26: 184 (1971)[8]
9. Sunipia dichroma (Rolfe) T.B.Nguyen & D.H.Duong in T.B.Nguyen (ed.), Fl. Taynguyen. Enum.: 205 (1984) [9]
10. Sunipia grandiflora (Rolfe) P.F.Hunt, Kew Bull. 26: 184 (1971)[10]
11. Sunipia hainanensis Z.H.Tsi, Acta Phytotax. Sin. 33: 590 (1995)
12. Sunipia intermedia (King & Pantl.) P.F.Hunt, Kew Bull. 26: 184 (1971) [11]
13. Sunipia jainii Hynn. & Malhotra, J. Indian Bot. Soc. 57: 31 (1978)[12]
14. Sunipia kachinensis Seidenf., Nordic J. Bot. 1: 211 (1981)[13]
15. Sunipia minor (Seidenf.) P.F.Hunt, Kew Bull. 26: 184 (1971) [14]
16. Sunipia nepalensis Raskoti & Ale, Phytotaxa 31: 55 (2011)
17. Sunipia nigricans Aver., Taiwania 52: 302 (2007)
18. Sunipia pallida (Aver.) Aver., Bot. Zhurn. (Moscow & Leningrad) 84(10): 129 (1999) [15]
19. Sunipia rimannii (Rchb.f.) Seidenf., Nat. Hist. Bull. Siam Soc. 28: 8 (1980)[16]
20. Sunipia scariosa Lindl., Gen. Sp. Orchid. Pl.: 179 (1833)[17]
21. Sunipia soidaoensis (Seidenf.) P.F.Hunt, Kew Bull. 26: 184 (1971)[18]
22. Sunipia thailandica (Seidenf. & Smitinand) P.F.Hunt, Kew Bull. 26: 184 (1971)[19]
23. Sunipia virens (Lindl.) P.F.Hunt, Kew Bull. 26: 185 (1971) [20]
24. Sunipia viridis (Seidenf.) P.F.Hunt, Kew Bull. 26: 185 (1971)[21]